# Jaloliddin Masharipov
Jaloliddin Masharipov (1 de septiembre de 1993; Urgench, Uzbekistán) es un futbolista profesional uzbeko que juega de extremo, más recientemente en el Panserraikos de la Superliga de Grecia y en la Selección Nacional de Uzbekistán.

## Carrera

### Club
Jaloliddin Masharipov, nacido en Urganch, proviene del trabajo juvenil del club capitalino Paxtakor Tashkent, donde fue nombrado por primera vez en el primer equipo en 2013. Hizo su debut en la victoria de la Copa de Uzbekistán por 4-0 contra FK Guliston y estuvo en el campo durante toda la distancia del juego en este juego. Esta misión siguió siendo la única en 2013. En la siguiente temporada de 2014 disputó 12 partidos de liga y se proclamó campeón de Uzbekistán con el Paxtakorlar. El 12 de septiembre de 2015, anotó su primer gol en la liga con la camiseta de su club en la victoria en casa por 2-1 ante el rival local Lokomotiv Tashkent. En esta temporada 2015 ya estaba en el once inicial con más frecuencia y pudo defender con éxito el título del campeonato con Paxtakor. Jugó un total de 22 partidos de Liga en los que marcó tres goles. Hizo su último avance como jugador regular en el siguiente año de juego 2016, en el que anotó siete goles en 30 apariciones en la liga. De la pelea por el campeonato, el club tuvo que despedirse temprano y se clasificó a 22 puntos del ganador Lokomotiv Tashkent en el quinto lugar de la tabla.
Masharipov fue cedido al Lokomotiv para la próxima temporada 2017. El 20 de febrero debutó con el Lokomotiv en una derrota en casa por 1-0 en la Liga de Campeones de la AFC 2017 contra el representante de Arabia Saudita Al-Taawoun Football Club. El 8 de marzo (2ª jornada) marcó su primer gol en la liga en la victoria por 3-0 en casa ante el Sogdiana Jizzakh. También fue habitual en el Temiryo’lchilar y contribuyó a la conquista del segundo campeonato consecutivo con seis goles en 27 partidos ligueros.
Para la próxima temporada en 2018 regresó a Paxtakor Tashkent, donde inmediatamente se convirtió en un componente importante de la ofensiva. Marcó cuatro goles en 29 partidos de liga y fue subcampeón con el equipo detrás del Lokomotiv. En la siguiente temporada de 2019 logró mejorar notablemente y avanzó a uno de los mejores jugadores ofensivos de la liga, que supo distinguirse sobre todo como goleador. En 25 partidos ligueros consiguió 24 puntos de anotador, 20 de ellos asistencias. Con este fuerte rendimiento, hizo una contribución significativa al hecho de que Paxtakor pudo volver a ganar el campeonato. En la siguiente temporada hizo 23 partidos de Liga en los que metió siete goles y 15 asistencias. Con Paxtakor volvió a ser campeón.
El 10 de enero de 2021 se mudó al club de primera división de Arabia Saudita al-Nasr. Dos semanas más tarde se unió a al-Ahli Dubai cedido durante cinco meses.
En agosto de 2023, quedó libre del Al-Nassr, luego de 2 años en el club Saudí.

### Internacional
Masharipov jugó para Uzbekistán sub-20 desde 2013. También fue convocado en 2015 para la King's Cup en Tailandia, pero recibió una tarjeta roja en la primera mitad después de lanzar una patada voladora en el pecho del surcoreano Kang Sang-woo. Más tarde también fue convocado para la selección absoluta y Masharipov hizo su primera aparición en la selección nacional el 6 de octubre de 2016, reemplazando a Sardor Rashidov como suplente en el minuto 61, en un partido de Clasificación de AFC para la Copa Mundial de Fútbol de 2018 contra Irán por 0-1.

## Estadísticas de carrera

### Club
A 22 de agosto de 2022.
| Club                    | Temporada | Liga     | Liga  | Copas    | Copas | Continental | Continental | Total    | Total |
| Club                    | Temporada | Partidos | Goles | Partidos | Goles | Partidos    | Goles       | Partidos | Goles |
| ----------------------- | --------- | -------- | ----- | -------- | ----- | ----------- | ----------- | -------- | ----- |
| FC Pajtakor Tashkent    |           |          |       |          |       |             |             |          |       |
| 2013                    | 0         | 0        | 1     | 0        | 0     | 0           | 1           | 0        |       |
| 2014                    | 12        | 0        | 5     | 1        | -     | -           | 17          | 0        |       |
| 2015                    | 22        | 3        | 7     | 0        | 6     | 0           | 35          | 3        |       |
| 2016                    | 30        | 7        | 3     | 0        | 6     | 1           | 39          | 8        |       |
| Lokomotiv Tashkent      | 2017      | 27       | 6     | 6        | 2     | 6           | 1           | 39       | 9     |
| FC Pajtakor Tashkent    |           |          |       |          |       |             |             |          |       |
| 2018                    | 29        | 4        | 4     | 1        | 1     | 0           | 35          | 5        |       |
| 2019                    | 25        | 4        | 7     | 2        | 8     | 1           | 40          | 7        |       |
| 2020                    | 23        | 6        | 4     | 1        | 8     | 2           | 35          | 9        |       |
| Shabab Al-Ahli Dubai FC | 2020-21   | 12       | 2     | 3        | 0     | 4           | 0           | 19       | 2     |
| Al-Nassr Football Club  |           |          |       |          |       |             |             |          |       |
| 2021-22                 | 26        | 2        | -     | -        | 3     | 2           | 29          | 4        |       |
| 2022-23                 | 14        | 0        | 2     | 0        | -     | -           | 16          | 0        |       |

### Goles internacionales
Las puntuaciones y los resultados enumeran el recuento de goles de Uzbekistán en primer lugar.
| N.º | Fecha               | Sede                                             | Adversario   | Puntaje | Resultado | Competencia                                                                                             |
| --- | ------------------- | ------------------------------------------------ | ------------ | ------- | --------- | --- |
| 1.  | 13 de enero de 2019 | Estadio Al-Rashid, Dubái, Emiratos Árabes Unidos | Turkmenistán | 3–0     | 4–0       | Grupo F de la Copa Asiática 2019                                                                        |
| 2.  | 7 de junio de 2021  | Estadio Rey Fahd, Riad, Arabia Saudita           | Singapur     | 1–0     | 5–0       | Segunda Ronda de la Clasificación de AFC para la Copa Mundial de Fútbol de 2022 y la Copa Asiática 2023 |
| 3.  | 7 de junio de 2021  | Estadio Rey Fahd, Riad, Arabia Saudita           | Singapur     | 2–0     | 5–0       | Segunda Ronda de la Clasificación de AFC para la Copa Mundial de Fútbol de 2022 y la Copa Asiática 2023 |
| 4.  | 11 de junio de 2021 | Estadio Rey Fahd, Riad, Arabia Saudita           | Yemen        | 1–0     | 1–0       | Segunda Ronda de la Clasificación de AFC para la Copa Mundial de Fútbol de 2022 y la Copa Asiática 2023 |

## Honores
FC Pajtakor Tashkent
- Super Liga de Uzbekistán: 2014, 2015, 2019, 2020
- Copa de Uzbekistán: 2019, 2020
- Copa de la Liga de Uzbekistán: 2019

Lokomotiv Tashkent
- Super Liga de Uzbekistán: 2017
- Copa de Uzbekistán: 2017

Al-Nassr Football Club
- Copa de Liga de los Emiratos Árabes Unidos: 2020–21
- Copa Presidente de Emiratos Árabes Unidos: 2020–21[28]

Individual
- Máximas asistencias de la Superliga de Uzbekistán: 2020
- Liga de Campeones de la AFC Opta Sports Mejor centrocampista (oeste) XI: 2020
- Jugador de la Federación de Fútbol de Uzbekistán del año: 2020[29]
- Jugador de partido de la Copa de la Liga de los EAU: 2020–21[30]